# Delbáeth
Delbáeth o Delbáed (ortografia moderna: Dealbhaoth o Dealbhaodh) va ser una de les diverses figures de la mitologia irlandesa que sovint es confonen a causa de la repetició del nom en les genealogies mitològiques.

## Nom
Segons els Dindsenchas, el nom Delbaeth deriva de Dolb-Aed, que significa "foc encantat" o "forma de foc (d)".

## Família
El seu pare apareix com a Aengus o Ogma dels Tuatha Dé Danann o Elatha dels Fomorians, i la seva mare era Ethniu dels Fomorians. Va succeir al seu avi Eochaid Ollathair (" el Dagda ") com a Gran Rei d'Irlanda. Delbáeth va governar els Tuatha Dé Danann i els Fomorians units durant deu anys, abans de morir de la mà del seu fill, Fiacha.

## Nens
Les seves filles, d'Ernmas, eren les tres deesses irlandeses homònimes Ériu, Banba i Fódla.
En algunes tradicions s'esmenta la deessa Ethniu com la seva filla.
Algunes parts de Lebor Gabála Érenn identifiquen a Delbáeth com el pare de Brian, Iuchar i Iucharba, i també esmenten que Delbáeth també s'anomenava "Tuirill Biccreo".
Els Delbhna (una antiga tribu irlandesa) afirmaven ser els seus descendents.

## Noms alternatius i compartits
Delbáeth sembla ser el mateix personatge que el déu del tro Tuireann , perquè va ser identificat com "Tuirill Biccreo", el pare de Brian, Iuchar i Iucharba, esmentat anteriorment.
Delbáeth també rep el nom de "Lugaid mac Tail" després que Lugaid encén un foc encantat del qual van esclatar cinc rierols.
Un Delbáeth diferent – Delbáeth Mac Neit – s'identifica a la mateixa secció de Lebor Gabála Érenn com el besavi de Tuirill Biccreo.